# Ліванський діалект арабської мови
Ліванський діалект арабської мови, також Ліванська арабська (араб: عَرَبِيّ لُبْنَانِيّ ʿarabiyy lubnāniyy; автонім: ʿarabe lebnēne [ˈʕaɾabe ləbˈneːne]), або просто ліванська (لُبْنَانِيّ lubnāniyy; автонім lebnēne [ləbˈneːne]) ― різновид арабської мови, що походить з Лівану і переважно використовується в Лівані, зі значними мовними впливами, запозиченими з інших близькосхідних та європейських мов. Через багатомовність і поширену диглосію серед ліванців, більшість ліванців є двомовними або тримовними, нерідко ліванці перемикаються між ліванською арабською, французькою та англійською мовами або змішують їх у повсякденному мовленні. Цією мовою також розмовляють серед ліванської діаспори.
Ліванська арабська є нащадком арабських діалектів, занесених до Леванту, та інших арабських діалектів, якими вже розмовляли в інших частинах Леванту в сьомому столітті нашої ери, які поступово витіснили різні місцеві північно-західні семітські мови, щоб стати регіональною лінгва франка. В результаті цього тривалого процесу мовних змін ліванська арабська має значний арамейський субстрат, а також пізніші несемітські адстратні впливи з османської турецької, французької та англійської мов. Як різновид левантійської арабської, ліванська арабська найтісніше пов'язана з сирійською арабською і має багато спільних рис з палестинською та йорданською арабськими мовами.

## Відмінності від стандартної арабської мови
Ліванська арабська має багато спільних рис з іншими сучасними різновидами арабської мови. Ліванська арабська, як і багато інших розмовних різновидів левантійської арабської мови, має структуру складів, дуже відмінну від сучасної стандартної арабської мови. У той час як стандартна арабська може мати лише одну приголосну на початку складу, після якої обов'язково йде голосна, ліванська арабська зазвичай має дві приголосні на початку складу.
- Морфологія: немає позначення способу або граматичних відмінків.
- Число: усне узгодження числа та роду необхідне для всіх предметів, незалежно від того, згадуються вони чи ні.
- Лексика: багато запозичень з інших мов; найбільше з сирійсько-арамейської, західно-арамейської, перської, фінікійської, османської турецької, французької, коптської, а також, меншою мірою, з англійської.
- Деякі автори, вважають, що значна частина граматичної структури ліванської мови зумовлена арамейськими впливами.